# یواس‌اس بالتیمور (سی-۳)
یواس‌اس بالتیمور (سی-۳) (به انگلیسی: USS Baltimore (C-3)) یک کشتی بود که طول آن ۳۳۶ فوت (۱۰۲ متر) بود. این کشتی در سال ۱۸۸۸ ساخته شد.